# 第10回全米映画俳優組合賞
10th SAG Awards

2004年2月22日
キャスト賞 - 映画: 

ロード・オブ・ザ・リング/王の帰還
キャスト賞 - ドラマシリーズ: 

シックス・フィート・アンダー
キャスト賞 - コメディシリーズ: 

セックス・アンド・ザ・シティ
第10回全米映画俳優組合賞は、2004年2月22日にロサンゼルスのシュライン・エキスポ・センターで行われた。

## 候補者及び受賞者一覧

### 映画

#### 主演男優賞
- ジョニー・デップ - 『パイレーツ・オブ・カリビアン/呪われた海賊たち』 - ジャック・スパロウ役
  - ピーター・ディンクレイジ - The Station Agent - フィンバー・マクブライド役
  - ベン・キングズレー - 『砂と霧の家』 - ベラーニ役
  - ビル・マーレイ - 『ロスト・イン・トランスレーション』 - ボブ・ハリス役
  - ショーン・ペン - 『ミスティック・リバー』 - ジミー・マーカム役

#### 主演女優賞
- シャーリーズ・セロン - 『モンスター』 - アイリーン・ウォーノス役
  - パトリシア・クラークソン - The Station Agent - オリヴィア・ハリス役
  - ダイアン・キートン - 『恋愛適齢期』 - エリカ・バリー役
  - ナオミ・ワッツ - 『21グラム』 - クリスティーナ・ペック役
  - エヴァン・レイチェル・ウッド - 『サーティーン あの頃欲しかった愛のこと』 - トレイシー・ルイス・フリーランド役

#### 助演男優賞
- ティム・ロビンス - 『ミスティック・リバー』 - デイヴ・ボイル役
  - アレック・ボールドウィン - The Cooler - シェリー・キャプロウ役
  - クリス・クーパー - 『シービスケット』 - トム・スミス役
  - ベニチオ・デル・トロ - 『21グラム』 - ジャック・ジョーダン役
  - 渡辺謙 - 『ラスト サムライ』 - 勝元盛次役

#### 助演女優賞
- レネー・ゼルウィガー - 『コールド マウンテン』 - ルビー・シューズ役
  - マリア・ベロ - The Cooler - ナタリー・ベルサリオ役
  - ケイシャ・キャッスル＝ヒューズ - 『クジラの島の少女』 - パイケア・アピラナ役
  - パトリシア・クラークソン - 『エイプリルの七面鳥』 - ジョーイ・バーンズ役
  - ホリー・ハンター - 『サーティーン あの頃欲しかった愛のこと』 - メラニー・フリーランド役

#### キャスト賞
- 『ロード・オブ・ザ・リング/王の帰還』
ショーン・アスティン、ショーン・ビーン、ケイト・ブランシェット、オーランド・ブルーム、ビリー・ボイド、バーナード・ヒル、イアン・ホルム、イアン・マッケラン、ドミニク・モナハン、ヴィゴ・モーテンセン、ジョン・ノーブル、ミランダ・オットー、ジョン・リス＝デイヴィス、アンディ・サーキス、リヴ・タイラー、カール・アーバン、ヒューゴ・ウィーヴィング、デビッド・ウェナム、イライジャ・ウッド
  - 『イン・アメリカ/三つの小さな願いごと』
  - 『ミスティック・リバー』
  - 『シービスケット』
  - The Station Agent

### テレビ

#### 男優賞（テレビ映画・ミニシリーズ）
- アル・パチーノ - 『エンジェルス・イン・アメリカ』 - ロイ・コーン役
  - ジャスティン・カーク - 『エンジェルス・イン・アメリカ』 - プライアー・ウォルター役
  - ポール・ニューマン - Our Town - ステージ・マネージャー役
  - フォレスト・ウィテカー - Deacons for Defense - マーカス・クライ役
  - ジェフリー・ライト - 『エンジェルス・イン・アメリカ』 - ベリーズ / ミスター・ライズ役

#### 女優賞（テレビ映画・ミニシリーズ）
- メリル・ストリープ - 『エンジェルス・イン・アメリカ』 - ハンナ・ピット / エセル・ローゼンバーグ / ラビ役
  - アン・バンクロフト - The Roman Spring of Mrs. Stone - 伯爵夫人役
  - ヘレン・ミレン - The Roman Spring of Mrs. Stone - カレン・ストーン役
  - メアリー＝ルイーズ・パーカー - 『エンジェルス・イン・アメリカ』 - ハーパー・ピット役
  - エマ・トンプソン - 『エンジェルス・イン・アメリカ』 - 天使 / エミリー / ホームレス役

#### 男優賞（ドラマシリーズ）
- キーファー・サザーランド - 『24 -TWENTY FOUR-』 - ジャック・バウアー役
  - ピーター・クラウス - 『シックス・フィート・アンダー』 - ネイト・フィッシャー役
  - アンソニー・ラパーリア - 『WITHOUT A TRACE/FBI 失踪者を追え!』 - ジャック・マローン役
  - マーティン・シーン - 『ザ・ホワイトハウス』 - ジョサイア・"ジェド"・バートレット役
  - トリート・ウィリアムズ - 『エバーウッド 遥かなるコロラド』 - アンドリュー・"アンディ"・ブラウン役

#### 女優賞（ドラマシリーズ）
- フランセス・コンロイ - 『シックス・フィート・アンダー』 - ルース・フィッシャー役
  - ストッカード・チャニング - 『ザ・ホワイトハウス』 - アビゲイル・"アビー"・バートレット役
  - タイン・デイリー - Judging Amy - マキシーン・グレイ役
  - ジェニファー・ガーナー - 『エイリアス』 - シドニー・ブリストウ役
  - マリスカ・ハージティ - 『LAW & ORDER:性犯罪特捜班』 - オリビア・ベンソン役
  - アリソン・ジャニー - 『ザ・ホワイトハウス』 - CJ・クレッグ役

#### 男優賞（コメディシリーズ）
- トニー・シャルーブ - 『名探偵モンク』 - エイドリアン・モンク役
  - ピーター・ボイル - 『HEY!レイモンド』 - フランク・バローネ役
  - ブラッド・ギャレット - 『HEY!レイモンド』 - ロバート・バローネ役
  - ショーン・ヘイズ - 『ふたりは友達? ウィル&グレイス』 - ジャック・マクファーランド役
  - レイ・ロマーノ - 『HEY!レイモンド』 - レイ・バロン役

#### 女優賞（コメディシリーズ）
- メーガン・ムラーリー - 『ふたりは友達? ウィル&グレイス』 - カレン・ウォーカー役
  - パトリシア・ヒートン - 『HEY!レイモンド』 - デブラ・バローネ役
  - リサ・クドロー - 『フレンズ』 - フィービー・ブッフェ役
  - デブラ・メッシング - 『ふたりは友達? ウィル&グレイス』 - グレイス・アドラー役
  - ドリス・ロバーツ - 『HEY!レイモンド』 - マリー・バローネ役

#### アンサンブル賞（ドラマシリーズ）
- 『シックス・フィート・アンダー』
ローレン・アンブローズ、フランセス・コンロイ、ベン・フォスター、レイチェル・グリフィス、マイケル・C・ホール、ピーター・クラウス、ピーター・マクディッシ、ジャスティナ・マシャド、フレディ・ロドリゲス、マシュー・セント・パトリック、リリ・テイラー、レイン・ウィルソン
  - 『CSI:科学捜査班』
  - 『ロー&オーダー』
  - 『ザ・ホワイトハウス』
  - 『WITHOUT A TRACE/FBI 失踪者を追え!』

#### アンサンブル賞（コメディシリーズ）
- 『セックス・アンド・ザ・シティ』
キム・キャトラル、クリスティン・デイヴィス、シンシア・ニクソン、サラ・ジェシカ・パーカー
  - 『HEY!レイモンド』
  - 『そりゃないぜ!? フレイジャー』
  - 『フレンズ』
  - 『ふたりは友達? ウィル&グレイス』

### 生涯功労賞
- カール・マルデン